# خوان ویواس
خوان ویواس (انگلیسی: Juan Vivas؛ زادهٔ ۱۹ ژانویهٔ ۱۹۹۴) بازیکن فوتبال است.
از باشگاه‌هایی که در آن بازی کرده‌است می‌توان به باشگاه فوتبال اتلتیکو هوراکان اشاره کرد.